# Orthopsyche
Orthopsyche (лат.) — род ручейников семейства гидропсихиды (Hydropsychidae) подотряда Annulipalpia.

## Распространение
Новая Зеландия и Новая Каледония.

## Описание
Средней величины ручейники, длина тела около 1 см. Этих насекомых, окрашенных в различные оттенки синих, зеленовато-коричневых цветов, легко отличить от Hydropsyche по тому, что первичный общий признак заднего крыла является стабильным в пределах рода, но изменчивым у Hydropsyche. Виды Orthopsyche также характеризуются гениталиями, наличием подвижных эндотекных отростков, фаллотремальных склеритов и мембранозных вентральных эндотекальных долей на разных стадиях развития на вершине фаллотеки. Таксон определяется родовым признаками: наличие проэпистернальной щетинистой бородавки; поперечные жилки переднего крыла m-cu расположены дистальнее cu; и наличие вилок 1, 2, 3, 5 задних крыльев. Следующие производные родовые признаки: преанальные придатки, уменьшенные до щетинистых бородавок или поверхностей; медиальная ячейка заднего крыла открыта, а поперечная жилка m-cu отсутствует. Формула шпор 2-4-4.

## Систематика
Род был впервые выделен в 1862 году на основании типового вида Hydropsyche fimbriata McLachlan, 1862. Orthopsyche принадлежит к кластеру рода Hydropsyche, и 26 известных видов населяют водоемы Новой Зеландии и Новой Каледонии. Единственный первичный родовой признак, открытая срединная ячейка в заднем крыле, отделяет виды этого рода от видов Hydropsyche. Валидный статус рода подтверждён в ходе ревизии, проведённой в 2008 году венгерским энтомологом János Oláh (Department of Environmental Management, Tessedik College, Сарваш, Венгрия) с коллегами.
- Orthopsyche anulmika
- Orthopsyche catherinae
- Orthopsyche colonica
- Orthopsyche fimbriata
- Orthopsyche mcfarlanei
- Orthopsyche peta
- Orthopsyche philpotti
- Orthopsyche raruraru
- Orthopsyche rashala
- Orthopsyche thomasi
- Orthopsyche tipua
- Orthopsyche tneda
- другие